# 26720 Yangxinyan
26720 Yangxinyan è un asteroide della fascia principale. Scoperto nel 2001, presenta un'orbita caratterizzata da un semiasse maggiore pari a 2,3305340 UA e da un'eccentricità di 0,1247848, inclinata di 1,99940° rispetto all'eclittica.